# 合掌

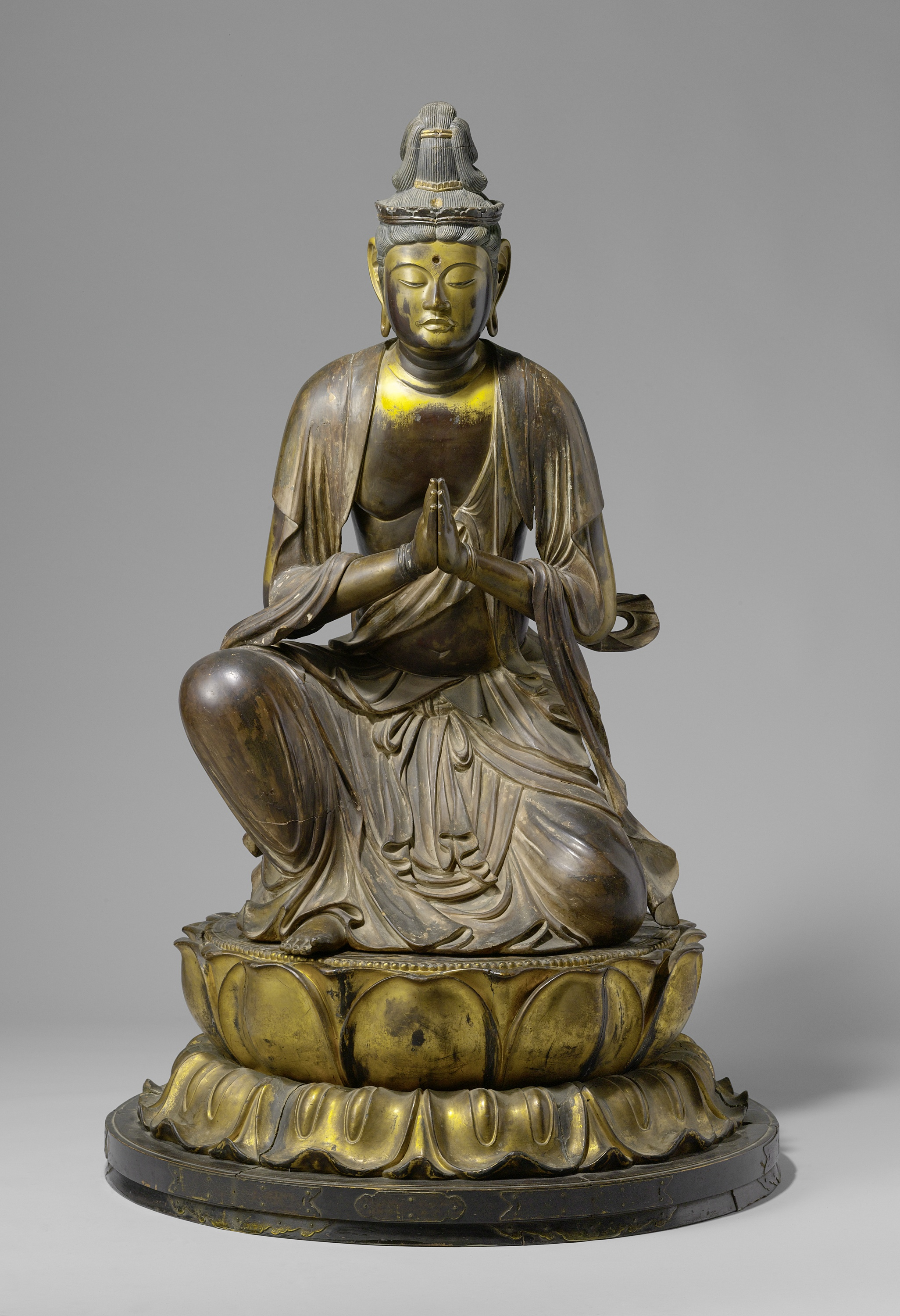
合掌している勢至菩薩像。

合掌（がっしょう、サンスクリット: अञ्जलि, Añjali）とは、インド起源の礼拝の仕草。両手のひらを胸または顔の前で合わせる。

## 概説
右手は仏の象徴で、清らかなものや知恵を表す。左手は衆生、つまり自分自身であり、不浄さを持ってはいるが行動力の象徴である。両手を合わせることにより、仏と一体になることや仏への帰依を示すとされる。
仏教徒は、あらゆる挨拶において合掌をするが、特に他人に向かって合掌をすることは、その者への深い尊敬の念を表す。
アジア以外（特に欧米）ではしばしば挨拶のつもりで極東の東洋人（日本人・中国人・韓国人など）に向かって合掌しお辞儀をするものがいるが、僧以外の一般人が日常の挨拶として合掌をするのは東南アジアや南アジアの一部の国や地域（インドのナマステやタイのワイなど）に限られる。このステレオタイプはアメリカをはじめとするメディア（娯楽番組・映画・アニメなど）にしばしば登場する。
日本では仏教に関する儀式の際に行われるだけでなく、お詫びをするときやお願いをするときに、相手を持ち上げるための仕草として使う例もある。また、食前食後の挨拶の際に合掌する例もあるが、これは仏教由来の習慣である。神道では柏手として手を打ち合わせるが、その後は両手を下ろし、お辞儀して礼拝する（神道の拝礼では、合掌はしない）。

## 合掌の種類
- 堅実心合掌 - 最も一般的な合掌。両手の平および指をまっすぐに伸ばしてずれや隙間のないようにぴったりと合わせる。素直で偽りのない祈りの心を表現するとされる。
- 虚心合掌 - 手の平と手の平の間に、少し隙間ができるように合わせる。子どものような穢れのない心を表現するとされる。
- 金剛合掌 - 指を少し開き、交互に組むようにして右手を上に手の平を合わせる。左手を上にする人もいるがそれは正しくない。より強い仏への帰依を表すとされ、帰命（きみょう）合掌とも呼ばれる。

片手で行う略礼という形式もある。